# Wojciech Łańcucki
Wojciech Łańcucki (ur. ok. 1610 w Skawinie, zm. 25 lipca 1686 w Krakowie) – prawnik, profesor i rektor Akademii Krakowskiej.

## Życiorys
Pochodził z rodziny mieszczańskiej. Na studia w Akademii Krakowskiej wpisał się w 1626, ale bakalaureat filozofii uzyskał dopiero w 1633, magisterium sztuk wyzwolonych w 1636. Przyjąwszy święcenia kapłańskie ok. 1638 został wysłany do Akademii Lubrańskiego w Poznaniu. W 1641 na wezwanie prymasa Macieja Łubieńskiego objął stanowisko prefekta Seminarium Duchownego w Gnieźnie. Dopiero jesienią 1646 zagrożony pozbawieniem członkostwa Kolegium Większego, do którego wszedł 20 marca 1646, powrócił do Krakowa i podjął wykłady na Wydziale Filozoficznym. W 1648 był dziekanem Wydziału Filozoficznego. Podjął studia prawnicze i w 1651 przeniósł się do Kolegium Jurystów. Zgodnie z obowiązującą w Kolegium Prawniczym tradycją, już 28 września 1651 wyjechał ponownie do Poznania, tym razem jako rektor Akademii Lubrańskiego. W tym czasie posiadał już kanonię św. Anny, w 1653 otrzymał kanonię w kolegiacie Wszystkich Świętych, probostwo w Luborzycy. Dalszej karierze stanęły na przeszkodzie oblężenie Krakowa i okupacja szwedzka, w czasie której pozostał w Uniwersytecie. Był stanowczym przeciwnikiem złożenia przez Akademię przysięgi na wierność Karolowi Gustawowi oraz należał do mieszczańsko-uniwersyteckiego spisku przeciw Szwedom. Dopiero po wyzwoleniu miasta mógł Łańcucki przystąpić do końcowej dysputy na stopień doktora praw, który otrzymał w jesieni 1658. Od 1661 kilkakrotnie do 1683 był wybierany rektorem Akademii Krakowskiej.
Sprawując swój urząd  wielokrotnie zabiegał o poparcie dla Uniwersytetu na sejmach 1661 i 1670, sejmikach, dworze królewskim oraz wśród przychylnych Akademii magnatów. Naraziwszy się biskupowi Andrzejowi Trzebickiemu, musiał przez 10 lat czekać, mimo protekcji sufragana Mikołaja Oborskiego, na przyjęcie do kapituły krakowskiej, do której został wybrany w 1669, a wszedł dopiero po śmierci biskupa Trzebickiego w 1680. W 1681 został mianowany sekretarzem królewskim. Jako rektor próbował zapobiec rozprzężeniu dyscypliny wśród młodzieży studenckiej, o czym świadczą wydane przezeń zawiadomienia zaniedbywania wykładów, cenzury druków z lat 1668 i 1683. Przywiązany do Uniwersytetu przekazał w testamencie kilka legatów dla Kolegium Prawniczego, na budowę kolegiaty św. Anny, kościoła i szpitala w Luborzycy, oraz ustanowił fundację stypendialną dla dwóch studentów rodem ze Skawiny i nauczyciela miejscowej szkoły parafialnej.